# Aldo Peralta
Aldo Peralta (Salto, 10 de julio de 1933 - San Carlos, 1978) fue un dibujante, grabador y pintor uruguayo.

## Biografía
Aldo Peralta nació en 1933 en la ciudad de Salto, noroeste de Uruguay.  A los catorce años ingresó al Taller Pedro Figari de su ciudad natal, trasladándose en 1950 a la ciudad de Buenos Aires, en donde adelantó estudios de artes plásticas.
En los años cincuenta realizó varios viajes de estudio en Europa, con el patrocinio del intelectual uruguayo Enrique Amorim. De regreso a Uruguay, en la década del sesenta se instaló con su familia en la ciudad de Aiguá, departamento de Maldonado, para más tarde radicarse en San Carlos, donde se desempeñó como docente de educación secundaria, cargo del que fue destituido en 1973 por la dictadura militar.
Peralta se casó en 1959 con Lacy Duarte, con quien tuvo dos hijos, Pablo y Pedro, quienes también son pintores y grabadores.
Tras algunos años de exilio en Brasil, regresó nuevamente a Uruguay en 1978, falleciendo ese mismo año a los 45 años de edad en la ciudad de San Carlos.

## Obra
En sus primeros años demostró un gran talento para el dibujo, abordando posteriormente en sus pinturas otras técnicas plásticas que le llevaron al hiperrealismo, el expresionismo y la abstracción. La obra de Aldo Peralta se encuentra expuesta en museos y colecciones de Argentina, Estados Unidos, Francia, Italia y Uruguay.